# Бустер (стример)
Бу́стер (англ. Buster; настоящее имя Вячесла́в Андре́евич Лео́нтьев, род. 25 февраля 1997, Москва, Россия) — российский стример и видеоблогер. Создатель и владелец одноимённого YouTube-канала «Бустер» и Twitch-канала «Buster». Победитель 2021 года в рейтинге «20 самых перспективных россиян до 30 лет» по версии Forbes в категории «Новые медиа». Помимо этого, Forbes отмечает влияние Бустера на становление популярного объединения стримеров «Хазяева».
В основном Бустер предпочитает вести прямые эфиры, нежели записывать видеоролики на YouTube, по этой причине, он больше популярен как стример. Таким образом на платформе Twitch, «Buster» набрал более 4 миллионов фолловеров.

## Биография
Родился 25 февраля 1997 года в Москве.
В 2015 году Леонтьев создал Twitch-канал.
6 мая 2020 года принял участие в командном поединке против команды Virtus.pro, за игрой в режиме онлайн следили более 100 тысяч человек. 19 сентября 2020 года принял участие в ивенте Aim Star, смесь турнира и шоу, где соревнуются топовые киберспортсмены и стримеры, организованное оператором мобильной связи Altel и Qazaq Cybersport Federation. 27 декабря 2020 года организовал и провёл шоу-матч по CS:GO, в котором вместе с коллективом обыграл команду Virtus.pro со счётом 2:0.
7 февраля 2021 года обыграл бывшего профессионального игрока Virtus.pro PashaBiceps в CS:GO. За поединком в режиме онлайн одновременно наблюдали 25 тыс. зрителей. 15 февраля 2021 года совместно с компаниями: LG Electronics и Streamers Alliance запустил проект StreamHouse, суть которого собрать популярных стримеров разных направлений и тематик в одном доме и в течение 14 дней проводить тематические трансляции для зрителей. Данное событие транслировал в прямом эфире канал Buster на сервисе Twitch.
В декабре 2023 года провёл на своём Twitch-канале церемонию вручения первой российской премии лучшим создателям контента SLAY 2023 (Stream Legends Awards of the Year). Пиковые показатели прямого эфира достигли 197 тыс. зрителей, что являлось наивысшим результатом по просмотрам Бустера за всю его карьеру на Twitch.
В декабре 2024 года установил новый рекорд по просмотрам — 370 тыс. зрителей в прямом эфире.

### Личная жизнь
Стример встречался со стримершей Екатериной Буланкиной (ekatze007), однако пара рассталась. О расставании они объявили в своих телеграм каналах в декабре 2022 года.
1 апреля 2024 года Леонтьев в шоу «Вписка» подтвердил свои отношения с блогером Диларой Зинатуллиной; 2 января 2025 года сообщил о расставании с ней.

## Бизнес
28 марта 2024 года Леонтьев открыл компьютерный клуб, который получил название Rave by Buster.

## Дискография

### Синглы

#### В качестве ведущего исполнителя
| Год  | Название                                           |                     |
| ---- | -------------------------------------------------- | ------------------- |
| 2020 | «100К» (совместно с Лёшей Пчёлкиным & District 23) | Внеальбомные синглы |
| 2021 | «Ларёк с пальчик»                                  | Внеальбомные синглы |
| 2021 | «Восемнадцать»                                     | Внеальбомные синглы |
| 2021 | «Большие боссы»                                    | Внеальбомные синглы |
| 2022 | «Полный Бак»                                       | Внеальбомные синглы |
| 2022 | «Соло»                                             | Внеальбомные синглы |
| 2022 | «Розы»                                             | Внеальбомные синглы |
| 2023 | «Пох» (совместно с Егором Кридом)                  | Внеальбомные синглы |
| 2023 | «Я тупой» (совместно с lixxx, frame tamer, rostik) | Внеальбомные синглы |
| 2023 | «Новый Goat» (совместно с Баста, lixxx, STOPBAN)   | Внеальбомные синглы |
| 2024 | «ТАЙМИНГ»                                          | Внеальбомные синглы |
| 2025 | BACKHAM (OBLADAET DISS)                            | Внеальбомные синглы |

#### В качестве приглашённого исполнителя
| Год  | Название            | Исполнитель          | Альбом             |
| ---- | ------------------- | -------------------- | ------------------ |
| 2021 | «Осуждаю»           | Soda Luv             | «Коть! Коть!»      |
| 2021 | «Самый худший трек» | Егор Крид & Джарахов | Внеальбомный сингл |

## Достижения
В ноябре 2020 года вошёл в ТОП-100 СНГ стримеров в 3-м квартале и занял второе место в ТОП-5 по пику зрителей. 22 ноября 2020 года Вячеслав Леонтьев установил рекорд по количеству зрителей среди русскоязычных стримеров, за шоу-матчем команд Бустера и Владимира Братишкина одновременно наблюдали 121 922 человека. 7 декабря 2020 года занял 7-е место в рейтинге Топ-10 прорывов среди российских авторов YouTube. 21 декабря 2020 года вошёл в ТОП-10 русскоязычных стримеров Twitch, набравших популярность в 2020 году, и занял в рейтинге 1-е место. В конце 2020 года CQ совместно с аналитической платформой Stream Charts составили ТОП-10 самых популярных русскоязычных стримеров за последние 12 месяцев, и присвоили ему 1-е место.
18 января 2021 года аналитический сайт Streams Charts назвал популярных стримеров 2020 года на Twitch без учёта киберспортивных студий, Вячеслав Леонтьев вошёл в тройку лидеров. 9 января 2021 года Streams Charts опубликовал статистику лучших русскоязычных стримеров на Twitch в 2020 году по количеству часов просмотра, и разместил Бустера на втором месте. Летом 2021 года стал победителем рейтинга Forbes «30 до 30» в категории «Новые медиа». В июле 2021 года занял 1 место в топе русскоязычных стримеров по онлайну на Twitch.
В октябре 2021 года Леонтьев стал амбассадором бренда BetBoom, однако в 2024 году стал амбассадором другой букмекерской компании Winline и получил за эту деятельность награду «Премия РБ». В июне 2023 года стал официальным лицом компании Winline. Также являлся амбассадором BMW.